# Contea di Kang
La contea di Kang (康县S, Kāng XiànP) è una contea della Cina, situata nella provincia del Gansu.